# Historia del bikini
 Historia del bikini és el nom del setè àlbum que tragueren al mercat els Hombres G. El llançament es produí l'any 1992.

## Llistat de cançons
1. Un minuto nada + (4:26)
2. Esto es el mar (5:20)
3. Encima de ti (3:45)
4. El orgullo de mamá (5:14)
5. Tormenta contigo (5:47)
6. El otro lado (4:37)
7. Ella es una mujer (3:12)
8. Los dos hemos caído (5:56)
9. Si tú quieres (5:00)
10. Blues del camarero (Veu: Rafa Guiterrez) (5:38)
11. Te echo de menos (3:55)